# Mathura (distrikt)
Mathura (hindi: मथुरा ज़िला, urdu: متھرا ضلع) er et distrikt i den indiske delstat Uttar Pradesh. Distriktets hovedstad er Mathura.

## Demografi
Ved folketællingen i 2011 var der 2,541,894 indbyggere i distriktet, mod 2,074,516 i 2001. Den urbane befolkningen udgør 29,66 % af befolkningen.
Børn i alderen 0 til 6 år udgjorde 15,61 % i 2011 mod 19,56 % i 2001. Antallet af piger i den alder per tusinde drenge er 872 i 2011.